# Julgran och bröllop
Julgran och bröllop (ryska: Ёлка и свадьба Jolka i svadba) är en novell från 1848 av den ryske författaren Fjodor Dostojevskij. Den har även givits ut på svenska som En lyckad kalkyl och Julgransplundringen och bröllopet. Den handlar om en julfest med välbärgade besökare, i synnerhet den rike landägaren Julian Mastakovitj och en 11-årig flicka vars föräldrar har lagt undan en ovanligt stor hemgift för hennes framtida bröllop. Mastakovitj förekommer även i två tidigare noveller, från 1847 och 1848, då Dostojevskij under en kortare period vävde samman persongalleriet i sina berättelser.